# Gudeoconcha sophiae

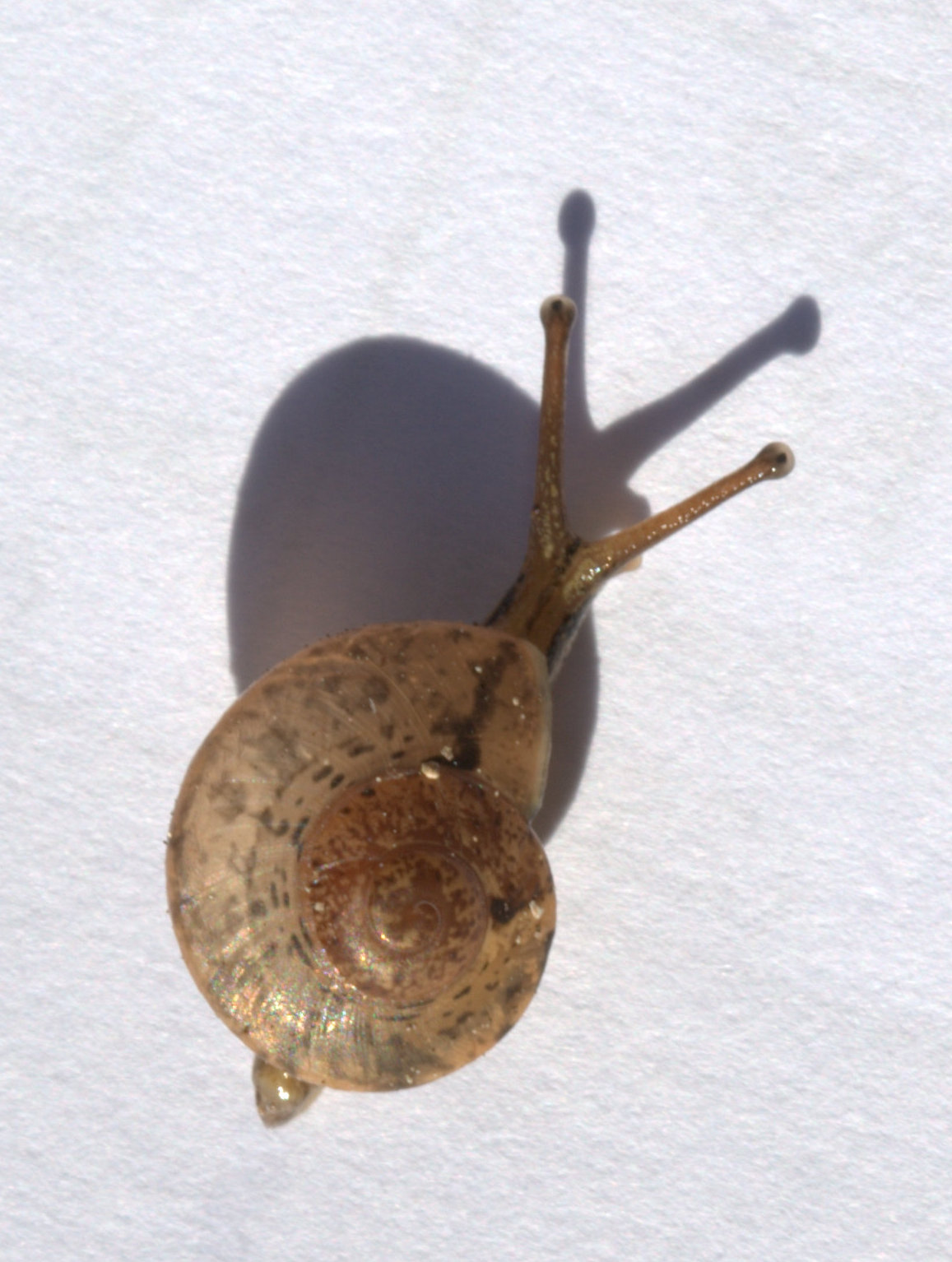
Gudeoconcha sophiae

Gudeoconcha sophiae är en snäckart som först beskrevs av Reeve 1854.  Gudeoconcha sophiae ingår i släktet Gudeoconcha och familjen Helicarionidae.

## Underarter
Arten delas in i följande underarter:
- G. s. sophiae
- G. s. conica

## Bildgalleri

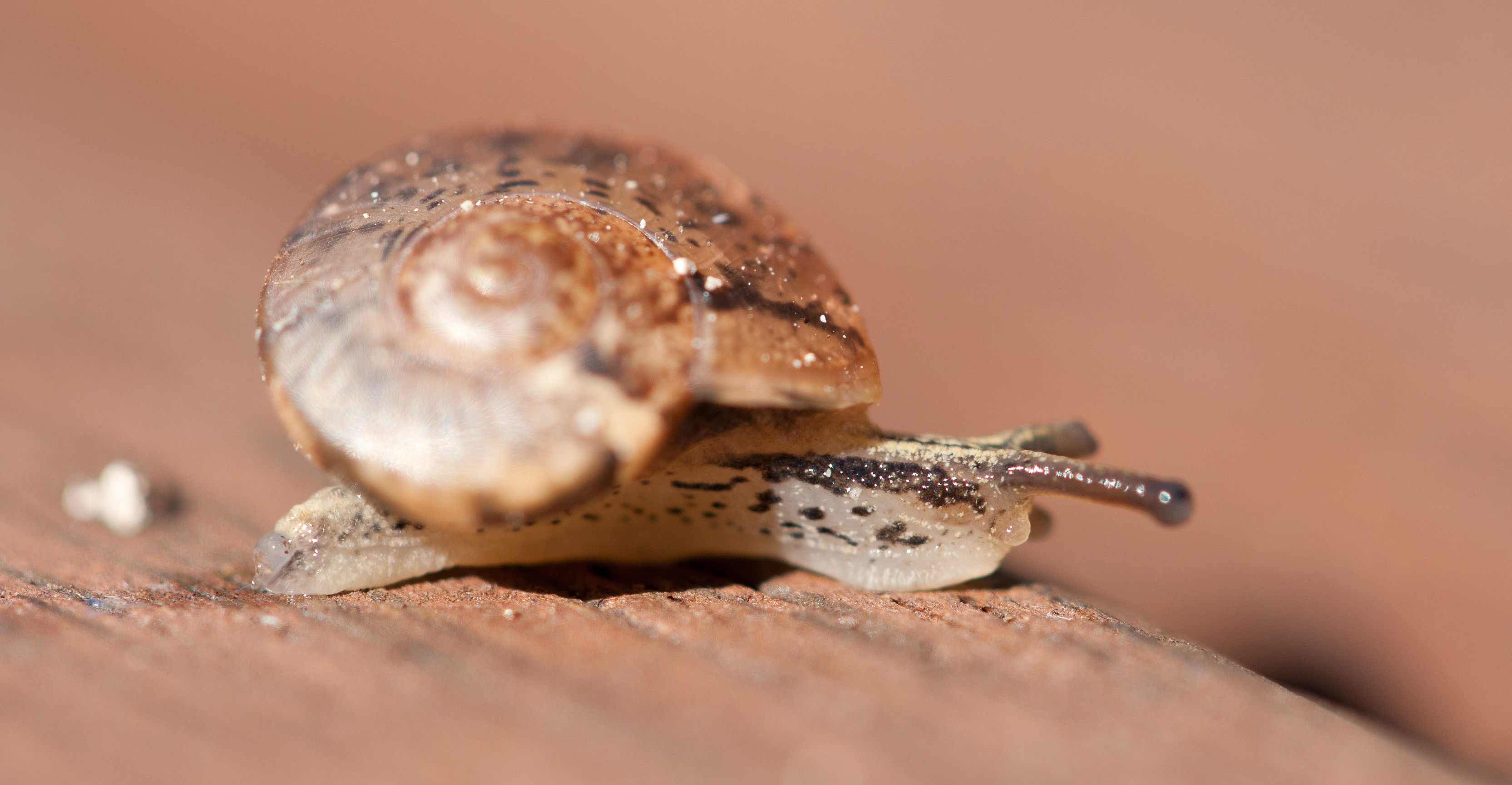